# Mediterranean Shipping Company

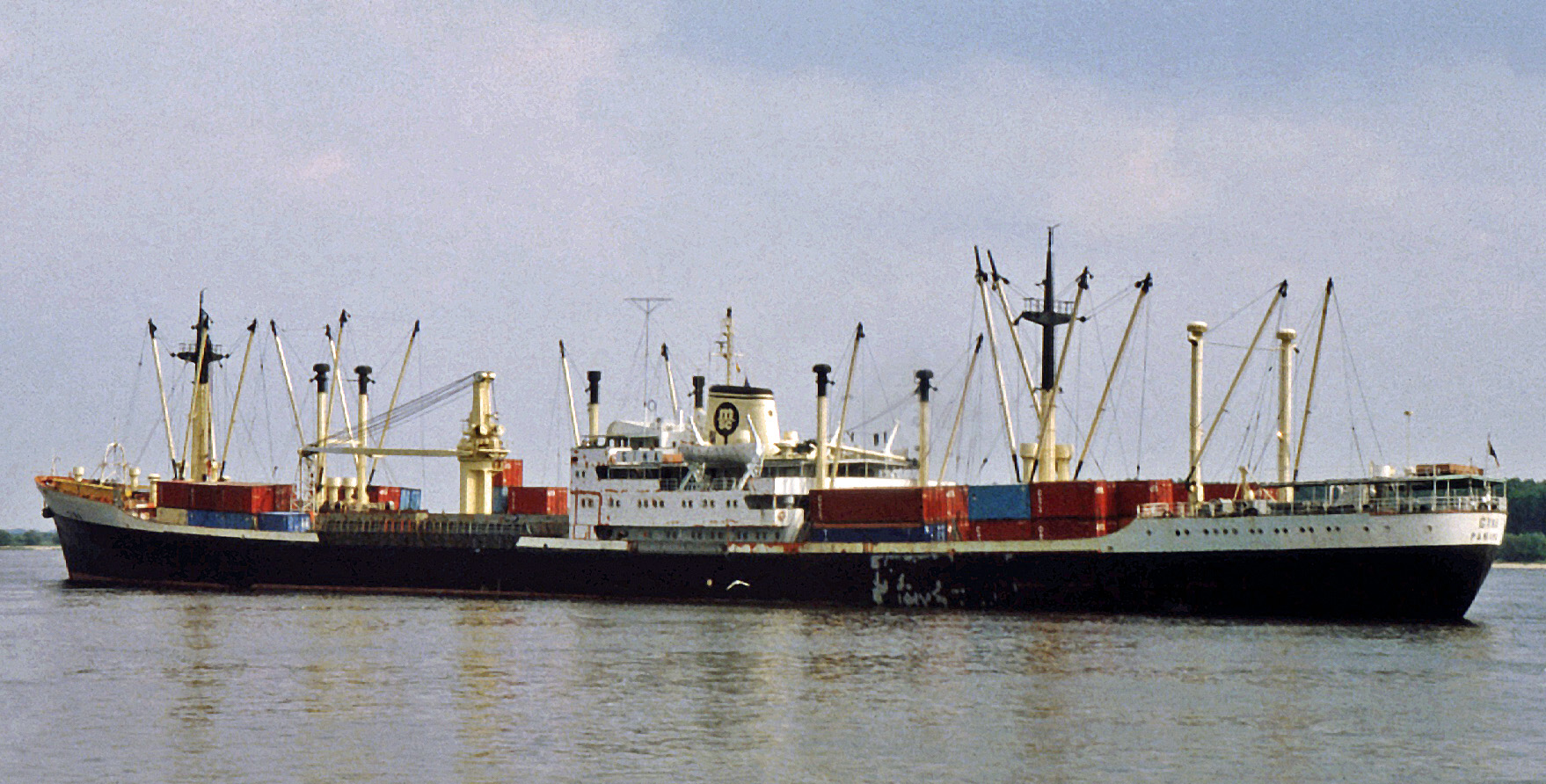
Früher Containertransport auf Semicontainerschiffen wie 1980 auf der gecharterten Gina

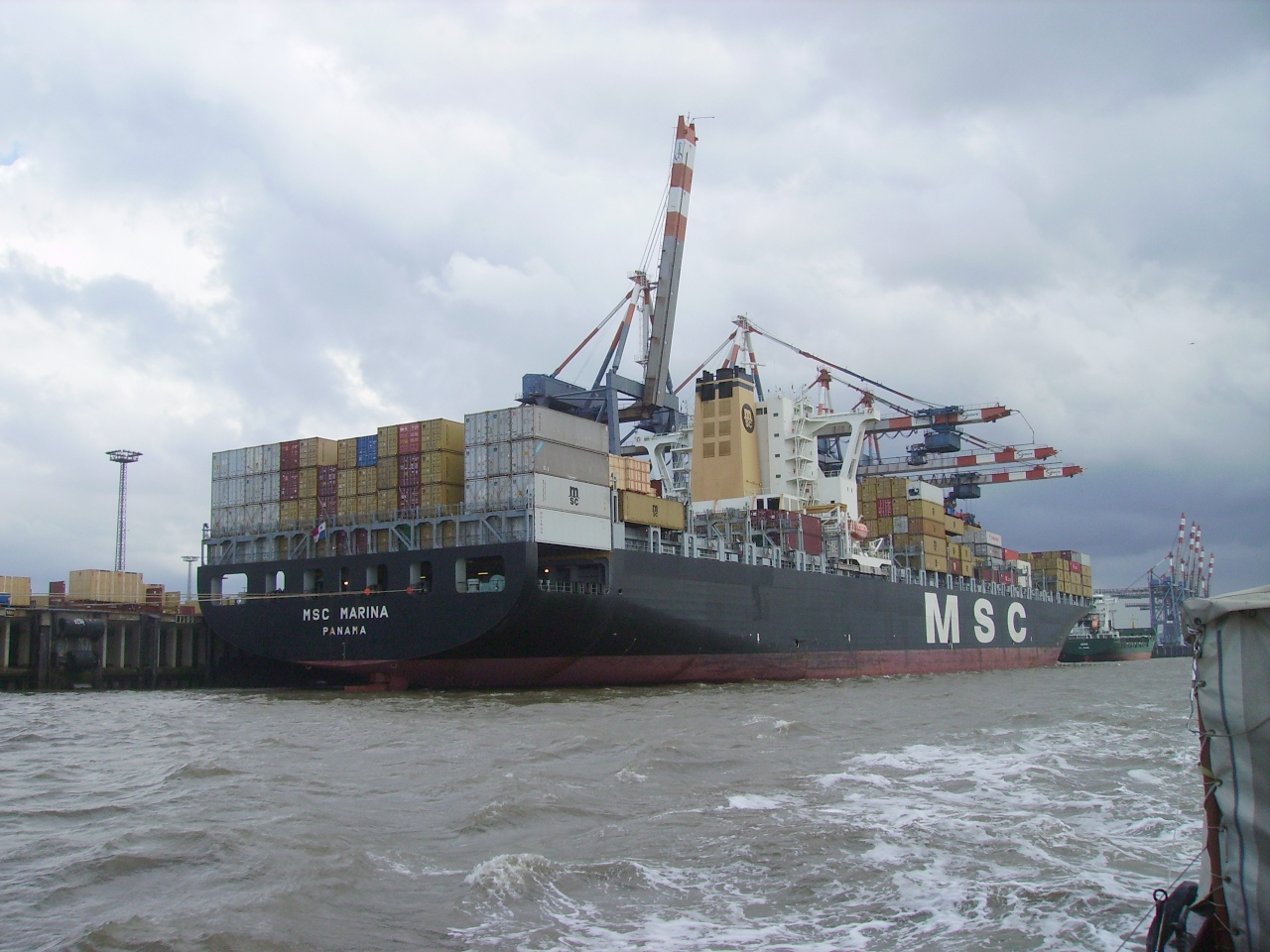
MSC Marina am Container-Terminal Bremerhaven

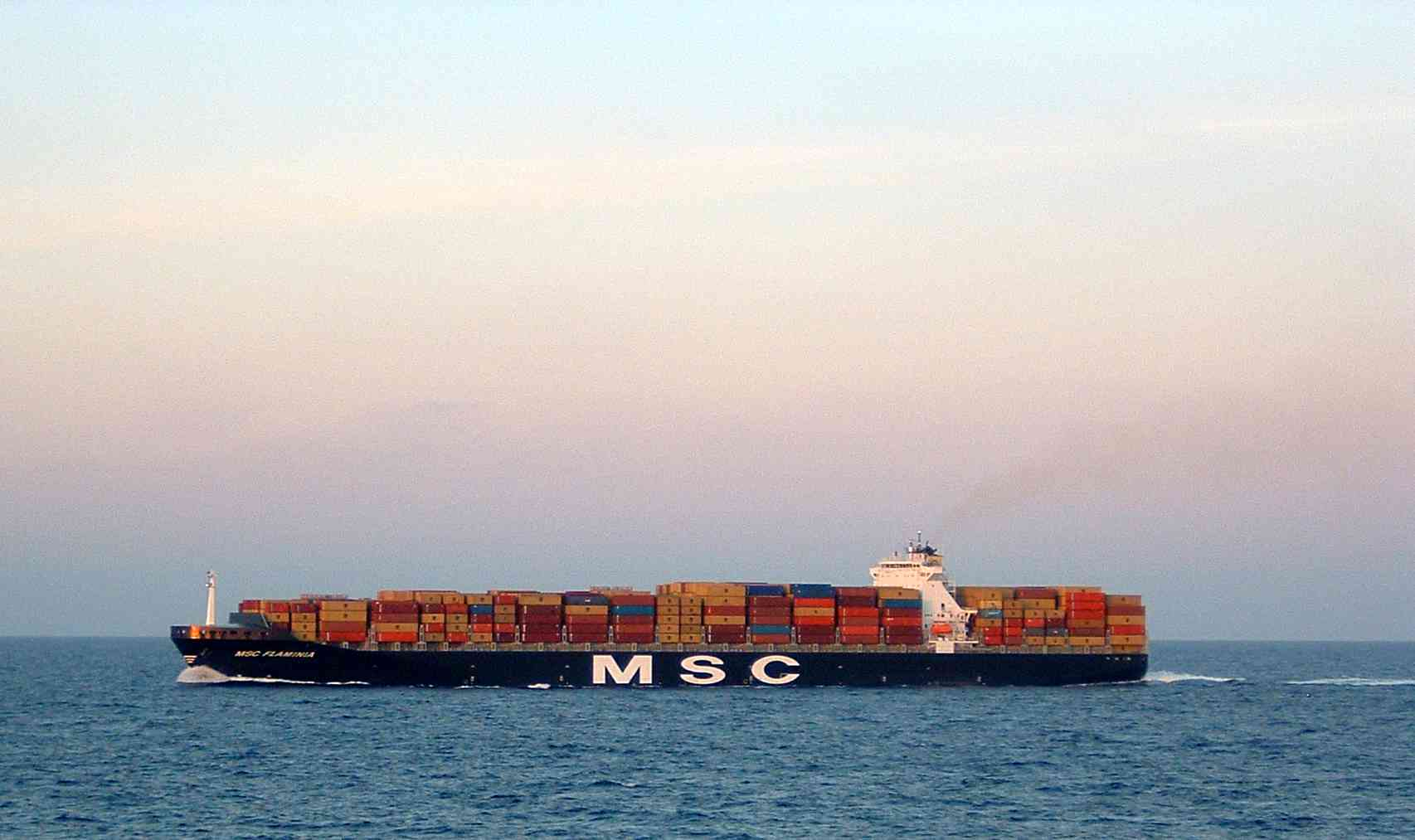
Containerschiff MSC Flaminia (gechartert)

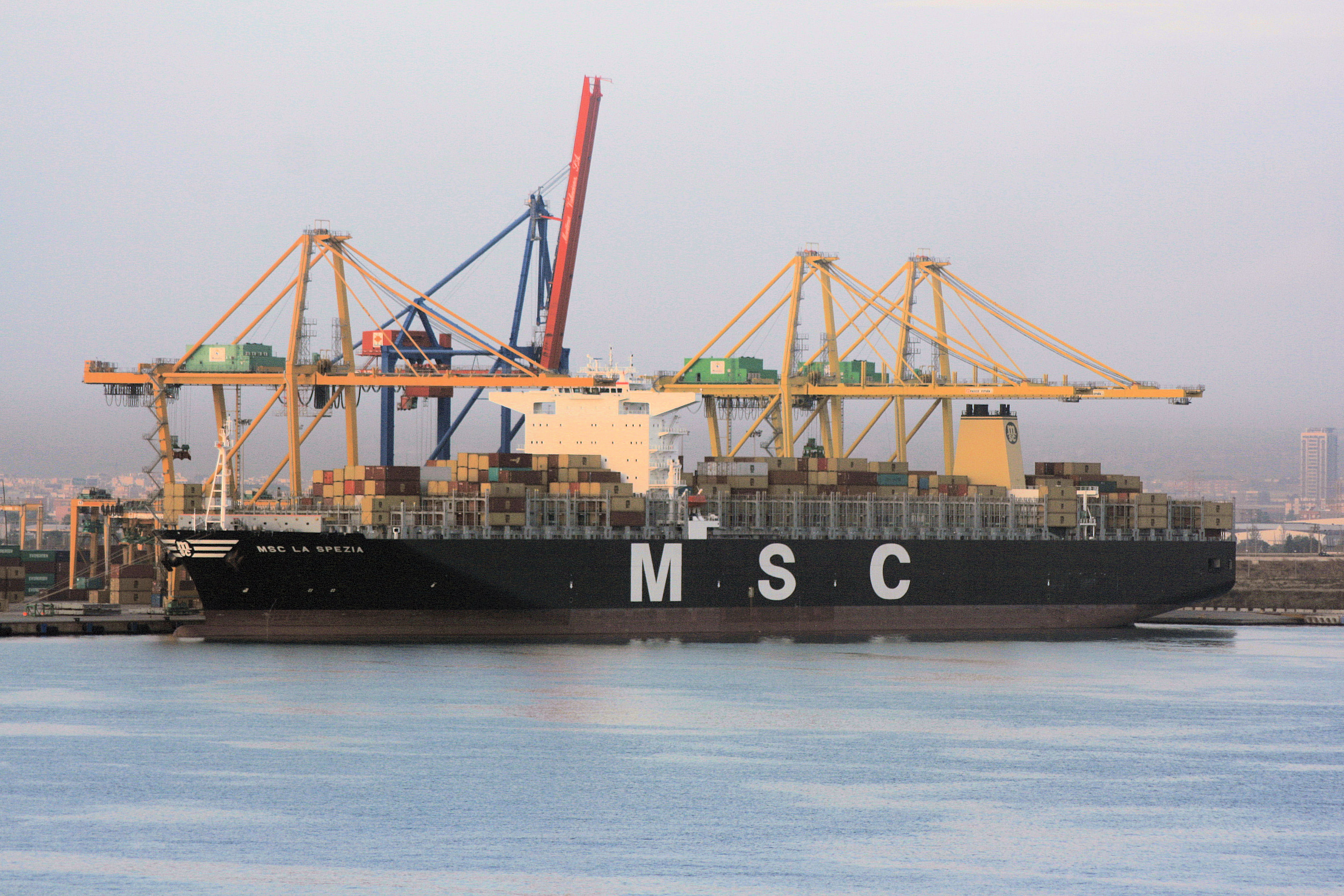
Containerschiff MSC La Spezia

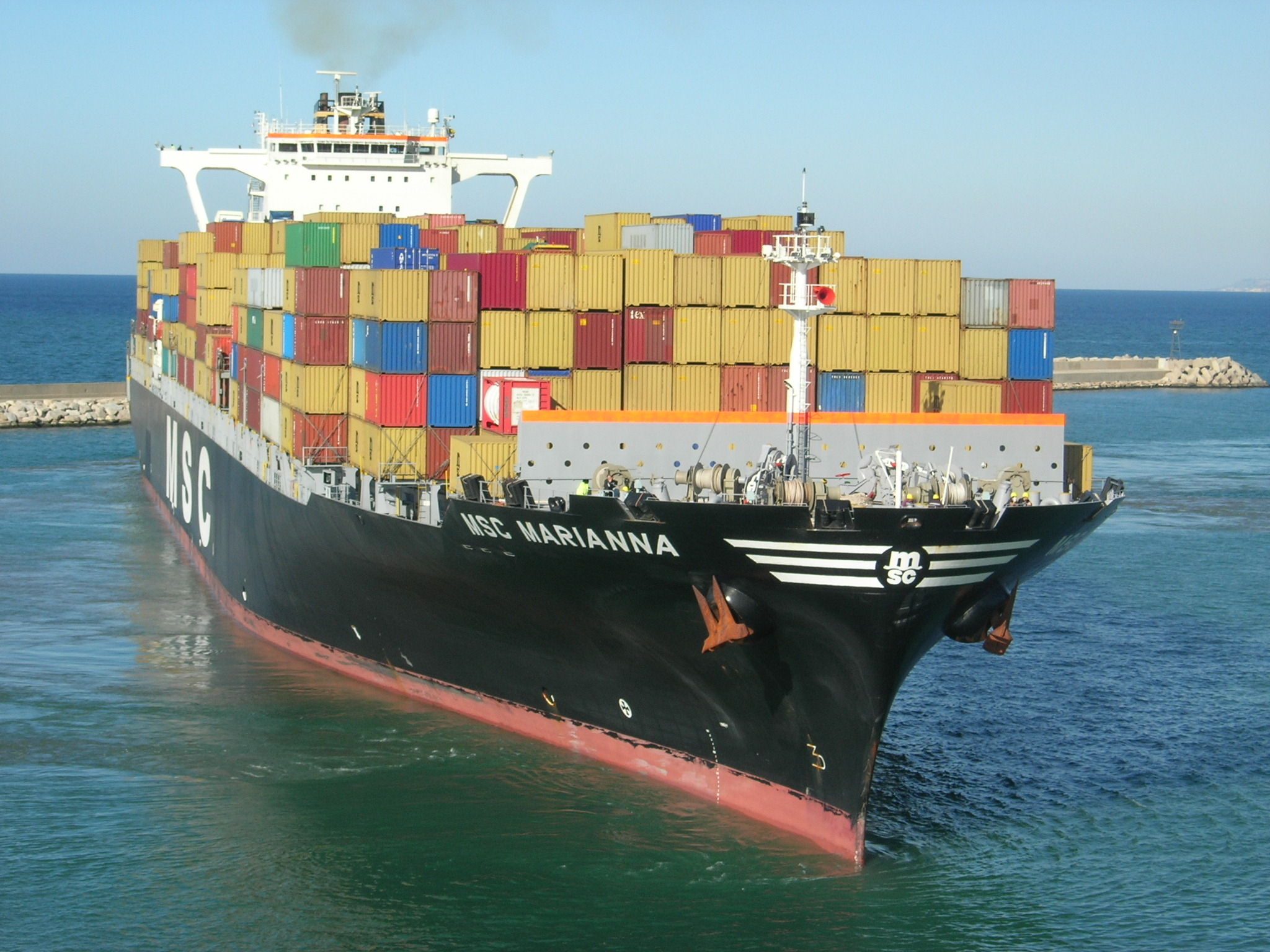
Containerschiff MSC Marianna im Hafen von Beirut

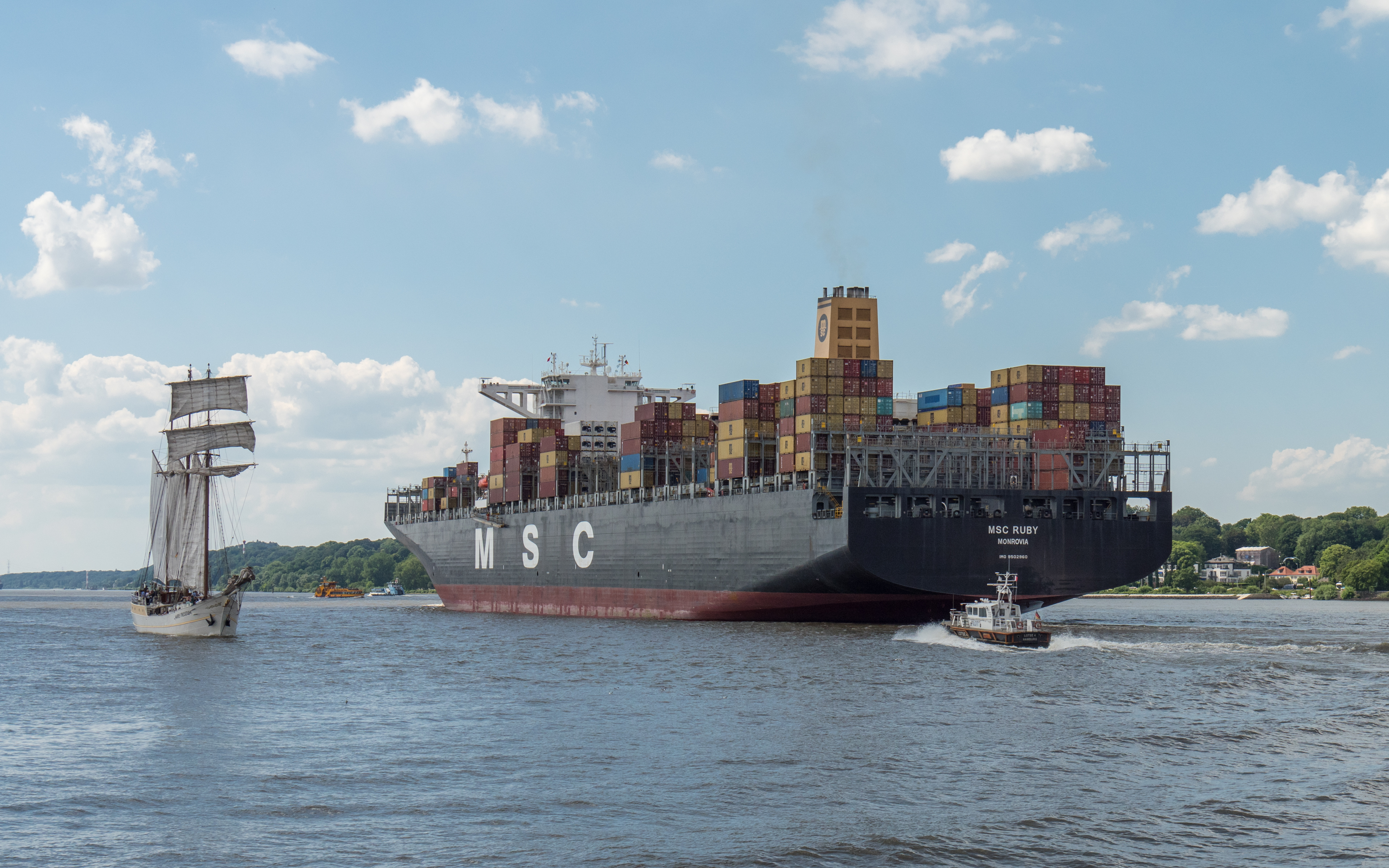
MSC Ruby verlässt Hamburg

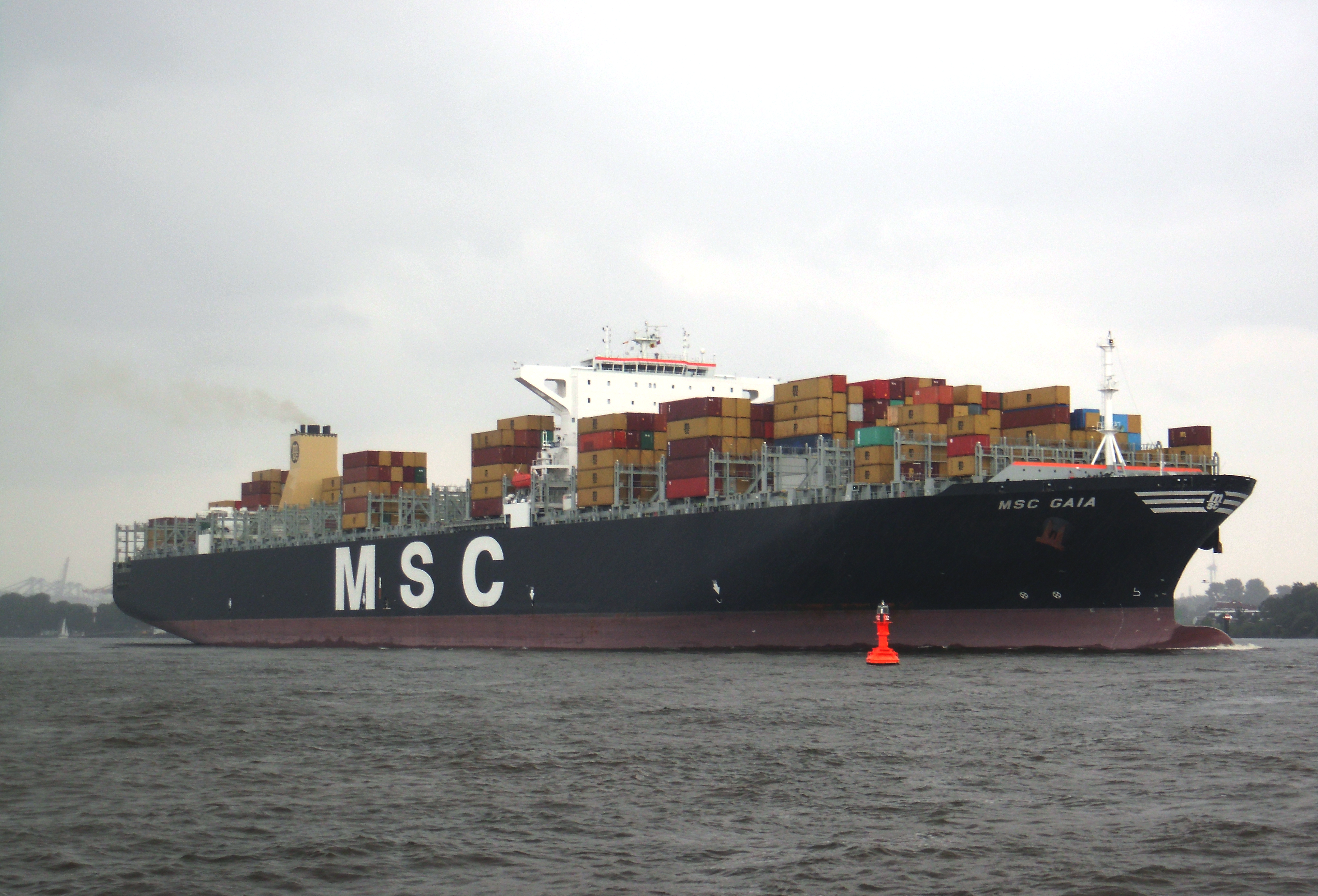
MSC Gaia auf der Elbe

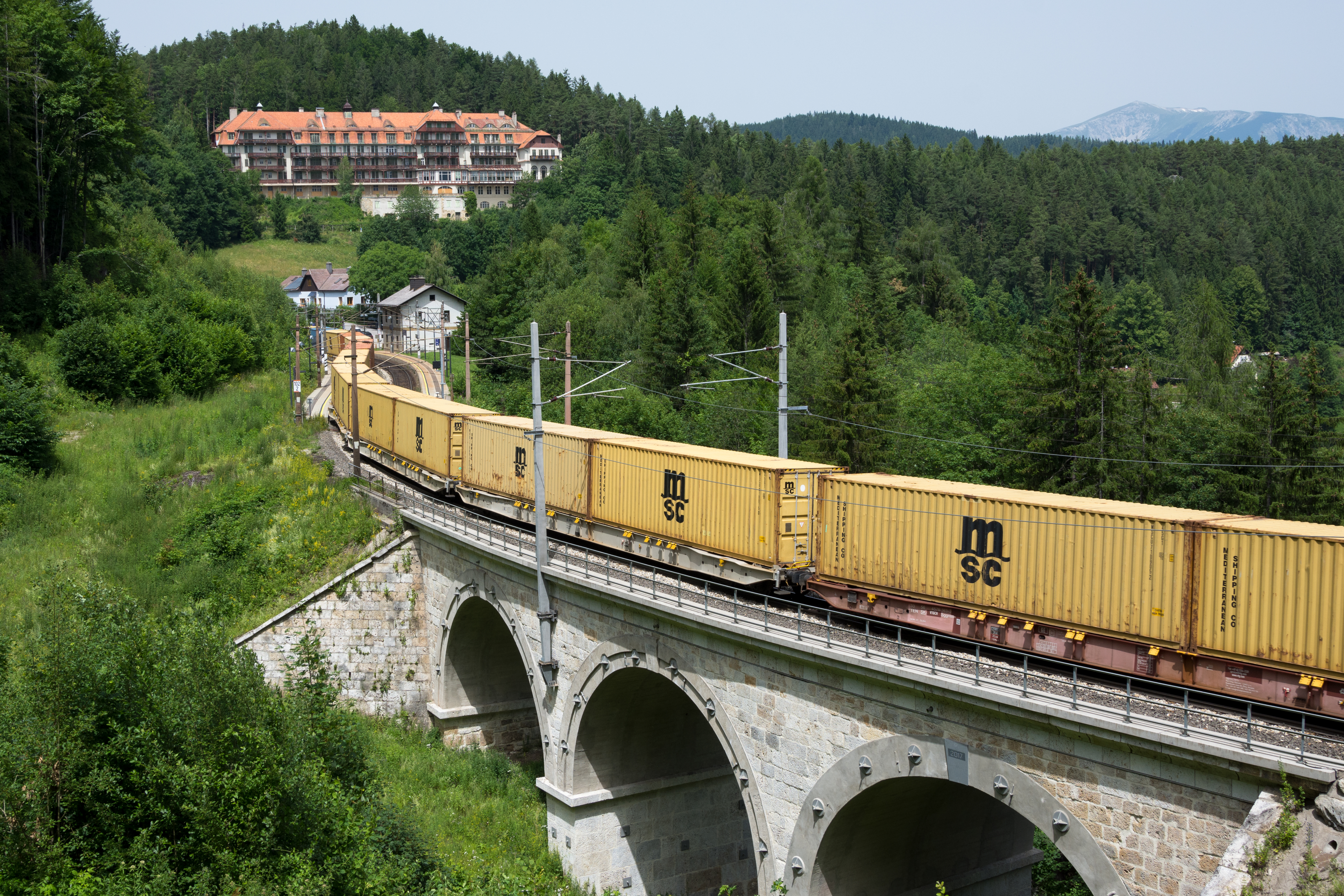
Zug mit MSC-Containern auf der Semmeringbahn

Die Mediterranean Shipping Company (MSC) ist eine schweizerische Reederei mit Sitz in Genf. Sie ist gegenwärtig die weltweit grösste Containerreederei und mit Tochterunternehmen auch im Containerterminal-, Kreuzfahrt- und Fährgeschäft aktiv. Die Firma gehört zu den 100 grössten Unternehmen in der Schweiz und als MSC Group zu den 500 grössten Familienunternehmen der Welt.

## Geschichte
Die Geschichte der MSC lässt sich in den ersten vier Jahrzehnten jeweils grob bestimmten Entwicklungsschritten zuordnen. Das erste Jahrzehnt war von den Anfängen der Reederei in der Trampschifffahrt und dem Aufbau der ersten Liniendienste mit Stückgutschiffen, die meist gebraucht von Linienreedereien übernommen wurden, geprägt. Während der 1980er Jahre stellte die Reederei ihre Flotte weitgehend auf gebrauchte Containerschiffe um und stieg zusätzlich ins Kreuzfahrtgeschäft ein. In den 1990er Jahren wurde MSC zur weltweit operierenden Containerlinienreederei, wobei ab 1996 erstmals Neubauten in Fahrt kamen. Seit 2000 entwickelte sich die MSC zur zweitgrössten Containerlinienreederei und daneben zu einem grossen Kreuzfahrtanbieter.

### 1970 bis 1979
Das Unternehmen wurde 1970 durch den italienischen Kapitän Gianluigi Aponte in Sorrent gegründet. Sein erstes Schiff war die 1955 auf der Meyer-Werft gebaute Korbach der Hamburger Reederei Hans Krüger. Unter dem neuen Namen Patricia wurde es in Monrovia registriert und bis 1973 in der Trampfahrt im Mittelmeer eingesetzt. Im Jahr darauf erwarb Aponte die 1952 gebaute Magdeburg der Hamburg-Amerika-Linie, die als Rafaela ebenfalls in Monrovia registriert wurde und für die Reederei in Brüssel bis 1977 in Fahrt blieb. Nach dem Erwerb der Rafaela benannte man das Unternehmen in Mediterranean Shipping Company (MSC) um und führte die bis heute gültige Schornsteinmarke ein: kleines m auf Wellenlinie über sc. 
In den Folgejahren kamen weitere gebrauchte Schiffe hinzu. Nachdem das Fahrtgebiet in der Trampfahrt zunächst bis nach Nordeuropa erweitert worden war, baute MSC ab 1972 ihre ersten Liniendienste über den Suezkanal zum Mittleren Osten und Ostafrika auf und erweiterte diese ab 1977 bis nach Nordeuropa. Währenddessen wurde der Sitz der Reederei aus familiären Gründen im Jahr 1975 nach Genf verlegt. Mit der nächsten Erweiterung wurde Ende der 1970er Jahre Südafrika in das Liniennetz aufgenommen.

### 1980 bis 1989
Zu Beginn der 1980er Jahre erwarb MSC mehrere Massengutfrachter und liess sie zu Containerschiffen umbauen. Daneben kamen zunächst zahlreiche Semicontainerschiffe und später mehr und mehr Vollcontainerschiffe zur MSC-Flotte. Ab 1985 eröffnete MSC den ersten Transatlantikdienst, und 1989 kam der erste Australiendienst (Wallaby-Service) hinzu.
1987 stieg MSC mit der Übernahme der Kreuzfahrtreederei Flotta Lauro in das Kreuzfahrtgeschäft ein und benannte diese Tochter in StarLauro um.

### 1990 bis 1999
Anfang der 1990er Jahre wurde das Benennungsschema der Schiffe auf Namen mit dem vorangestellten Kürzel «MSC» umgestellt. 1994 nahm MSC den ersten Südamerikadienst auf, 1996 folgte der Silk-Service nach Fernost und 1999 der Pazifikdienst. Im Laufe des Jahrzehnts hatte MSC somit die letzten noch nötigen Lücken im Fahrtgebiet geschlossen, um als weltweite Linienreederei gelten zu können.
Bis 1995 wurden durch MSC ausschliesslich gebrauchte Containerschiffe erworben. Die Flotte bestand aus einer wachsenden Anzahl von Second-hand-Containerschiffstypen der ersten bis dritten Generation von namhaften Linienreedereien wie NYK, Mitsui-OSK, Hapag-Lloyd, Mærsk. Erstmals 1996 wurden von MSC Containerschiffsneubauten bestellt bzw. gechartert.
Nachdem die Achille Lauro Ende 1994 brennend vor Somalias Küste gesunken war, benannte MSC seine Kreuzfahrt-Tochter von StarLauro in Mediterranean Shipping Cruises um.

### 2000 bis 2019
Ab 2002 wurde ein zweiter Fernostdienst eröffnet, der Dragon-Service. Im selben Jahr wurden Dienste nach Kanada und ein Indien-Pakistan-Dienst aufgenommen. Im Jahr darauf wurde mit der MSC Lirica der erste Neubau eines Kreuzfahrtschiffes in Fahrt gesetzt.
MSC stellte im Oktober 2012 mit der MSC Anastasia einen Post-Panamax-Massengutfrachter in Dienst. Das rund 230 Meter lange Schiff wurde auf der STX-Werft in Dalian gebaut.
Mit der französischen Reederei CMA CGM und der dänischen Reederei Mærsk wollte MSC für 2014 eine P3 genannte Allianz bilden und hatte dazu Ende 2013 in London ein Gemeinschaftsunternehmen gegründet, das die Gesamtflotte steuern sollte. Die Wettbewerbsbehörde der USA erteilte dazu die Genehmigung, China verweigerte sie allerdings, so dass die Allianz als gescheitert gilt. Stattdessen wurde die 2M-Allianz mit Mærsk Line gebildet.
Im September 2017 wurden bei Samsung Heavy Industries sechs und bei Daewoo Shipbuilding & Marine Engineering fünf Schiffe für 22'000 TEU bestellt, im April 2018 wurde die Kapazität mit 23'000 TEU bekanntgegeben. Es sind die ersten Containerschiffe mit 61 Meter Breite.

### Seit 2020
Am 24. Januar 2022 erklärte MSC, Interesse an einer mehrheitlichen Übernahme der italienisch-staatlichen Fluggesellschaft ITA Airways (bis Oktober 2021 Alitalia) zu haben. Eine Kooperation mit Lufthansa war beabsichtigt. Lufthansa und ITA wollten bis zu 90 Werktage exklusiv verhandeln. Die Verhandlungen scheiterten jedoch und MSC stieg aus. ITA Airways befindet sich noch in Staatsbesitz und noch in Verhandlungen mit Lufthansa und der EU-Kommission.
Am 31. März 2022 übernahm MSC die Afrikasparte des französischen Logistikkonzerns Bolloré Transport & Logistics für 5,7 Milliarden €. Ebenfalls 2022 übernahm MSC vorbehältlich der behördlichen Genehmigung 49 % der Anteile der finanziell angeschlagenen italienischen Reederei Moby Lines.
Im Oktober 2023 wurde bekannt, dass MSC für etwa 4,2 Milliarden Euro etwa 50 % der Anteile an Nuovo Trasporto Viaggiatori, einem privaten italienischen Eisenbahnunternehmen, vom Infrastrukturfonds Global Infrastructure Partners (GIP) übernehmen will.

## MSC heute
Unter MSC-Flagge laufen derzeit (Juli 2017) 460 Containerschiffe mit einer Stellplatzkapazität von gesamthaft etwa 2'600'000 TEU. Am 5. Januar 2022 wurde MSC vor Mærsk die grösste Containerreederei der Welt mit 4,28 Mio. TEU. Die grössten MSC-Containerschiffe mit einer Kapazität von jeweils 23'500 TEU sind die Schiffe der Megamax-24-Serie. Sie wurden ab 2014 bei Daewoo Shipbuilding & Marine Engineering in Südkorea gebaut. Im Januar 2015 stellte man die MSC Oscar in Dienst, das mit einer Kapazität von 19'224 TEU seinerzeit grösste Containerschiff der Welt.
Wichtigster zentraler Containerterminal der MSC ist Antwerpen, dort wird von PSA-HNN ein 167 Hektar grosser MSC Home Terminal betrieben.
MSC bedient weltweit 270 Häfen mit 170 Routen. In Deutschland ist MSC über die Linienagentur MSC Germany S.A. & Co KG (ehemals F. H. Bertling Linienagentur) mit Büros in Bremen, Hamburg, Düsseldorf, Lübeck, Stuttgart, Frankfurt/Main, Berlin, Nürnberg und München präsent und betreibt in Zusammenarbeit mit Eurogate ein Terminal in Bremerhaven (MSC Gate). Weltweit arbeiten über 30'000 Beschäftigte in 390 Niederlassungen in 146 Ländern für MSC.

## Weitere Geschäftsfelder
MSC ist Eigner der Kreuzfahrtreedereien MSC Cruises und Explora Journeys in Genf sowie der Fährreedereien GNV und SNAV in Neapel.
Terminal Investment Limited (TiL) wurde 2000 durch die Familie Aponte gegründet. Heute betreibt TiL über 70 Containerterminals in etwa 30 Ländern.
Medlog ist eine Tochterfirma der MSC und stellt ihren Logistik-/Speditionsbereich dar. Medlog ist in 70 Ländern aktiv, darunter auch in Deutschland (Bremen) und in Österreich (Wien).
Unter dem Namen Medway ist MSC mit über 100 Lokomotiven im Schienengüterverkehr aktiv. Zum Beispiel auf der Iberischen Halbinsel mit Medway Transportes e Logística und in Mitteleuropa mit Medway Belgium.
MSC ist durch die Tochterfirma Itabus am Busverkehr beteiligt.

## Unglücke und Vorfälle
- 2005 verursachte die MSC Al Amine im Golf von Tunis eine Öleinleitung von 100 bis 150 Tonnen Schweröl.[26]
- 2006 musste MSC 10½ Millionen US-Dollar Strafe bezahlen, weil 2004 während fünf Monaten von der MSC Elena absichtlich mehr als 40 Tonnen Ölschlamm ins Meer geleitet worden waren.[27]
- Die Reederei wurde einer breiten Öffentlichkeit bekannt, als das von ihr gecharterte Containerschiff MSC Napoli am 18. Januar 2007 im Ärmelkanal infolge des Orkans Kyrill in Seenot geriet und, um ein Auseinanderbrechen auf offener See zu vermeiden, gezielt bei Branscombe auf Grund gesetzt wurde.
- Das Containerschiff MSC Chitra kollidierte am 8. August 2010 im Jawaharlal Nehru Port mit einem anderen Schiff, woraufhin rund 300 Container in die Hafengewässer fielen. Infolge der Kollision verlor das Schiff rund 800 Tonnen Öl. Jawaharlal Nehru Port und der benachbarte Mumbai Port waren daraufhin drei Tage lang geschlossen.[28] Die MSC Chitra, die zum Totalverlust erklärt wurde und zunächst verschrottet werden sollte, wurde im April 2011 in internationalen Gewässern mitsamt noch an Bord befindlicher Ladung, darunter auch gefährliche Güter, versenkt.[29]
- Die von MSC gecharterte Rena lief am 5. Oktober 2011 auf das vor der Küste der neuseeländischen Nordinsel liegende Astrolabe Reef auf und zerbrach am 8. Januar 2012 während eines Sturmes in zwei Teile, wobei mehrere hundert Container über Bord gingen. → Hauptartikel: Ölunfall vor Neuseeland 2011
- Am 10. Oktober 2011 wurde MSC vom Magistratsgericht Haifa zu einer Geldstrafe von 1,01 Millionen Schekel verurteilt, weil die MSC Perle im Dezember 2010 mit Öl verunreinigtes Ballastwasser in den Hafen von Haifa gepumpt hatte. Es handelte sich dabei um die höchste Strafe, die jemals gegen ein Schiff in israelischen Hoheitsgewässern verhängt worden war.[30]
- Am 14. Juli 2012 brach an Bord der MSC Flaminia, die sich auf dem Weg von den Vereinigten Staaten nach Europa befand, ein Feuer aus. Bei den Löscharbeiten kam es zu Explosionen. Das Schiff wurde in Schlepp genommen, konnte aber erst Anfang September den JadeWeserPort in Wilhelmshaven als Nothafen anlaufen.
- Im Januar 2015 geriet auf der MSC Katrina in der Nordsee südlich von Helgoland die Holzkohle-Ladung in einem Container in Brand. Zwei Teams speziell ausgebildeter Brandbekämpfungseinheiten wurden an Bord gebracht und konnten das Feuer löschen.
- In der Nacht zum 2. Januar 2019 kam es während des heftigen Sturms Alfrida zu einer Havarie des unter panamaischer Flagge fahrenden Containerschiffs MSC Zoe, das sich auf dem Weg von Sines nach Bremerhaven befand.[31] 291 Container fielen ins Meer[32], davon wurden bis zum 7. Januar 2019 mittels Sonar 220 Container auf dem Meeresgrund geortet; weitere 18 Behälter wurden an Land gespült.[33] Unter dem Treibgut, das an die westfriesischen und ostfriesischen Inseln angespült wurde, befanden sich unter anderem Auto-Ersatzteile, Möbel, Kühlschränke, Kunststoff-Spielzeug sowie OP-Bekleidung. Zahlreiche Container, darunter drei mit Gefahrgut, werden noch vermisst. In den Gefahrgutcontainern sollen sich rund 280 Säcke des Bleichmittels Dibenzoylperoxid (Handelsname Perkadox CH-50X) und 1,5 Tonnen Lithium-Ionen-Akkumulatoren befunden haben. Die MSC Zoe legte am 3. Januar in Bremerhaven an. Zahlreiche Helfer sowie Soldaten der niederländischen Streitkräfte halfen bei der Einsammlung des Treibguts. Die Teile, die als Strandgut anfallen, wie etwa auf der Insel Terschelling, werden in erster Linie von zahlreichen Freiwilligen eingesammelt.[34][35][36][37] Am 6. Februar 2019 informierte MSC neu und erhöhte die Zahl der verlorenen Container von bisher 291 auf 345.[38] Bei der Bergung konnten nur einige Container und Bruchteile von deren Inhalten geborgen werden. Die Gefahrgutcontainer wurden nicht mehr gefunden.[39]

## Flottenliste
Die Liste enthält ausschliesslich die Neubauten von MSC (keine Charterschiffe oder Second-Hand-Tonnage) und erhebt keinen Anspruch auf Vollständigkeit.
| Jahr | Name                           | Vermessung | Container | Werft                                    | Status/Schicksal                                                        |
| ---- | ------------------------------ | ---------- | --------- | ---------------------------------------- | ----------------------------------------------------------------------- |
| 1996 | MSC Alexa                      | 42307 BRZ  | 3300 TEU  | Fincantieri, Monfalcone                  | in Dienst                                                               |
| 1996 | MSC Rafaela                    | 42307 BRZ  | 3300 TEU  | Fincantieri, Monfalcone                  | in Dienst                                                               |
| 1999 | MSC Diego                      | 40631 BRZ  | 4056 TEU  | Hanjin Heavy Industries, Busan           | in Dienst                                                               |
| 1999 | MSC Regina                     | 40631 BRZ  | 4056 TEU  | Hanjin Heavy Industries, Busan           | in Dienst                                                               |
| 1999 | MSC Gina                       | 40631 BRZ  | 4056 TEU  | Hanjin Heavy Industries, Busan           | in Dienst                                                               |
| 2000 | MSC Aniello                    | 40631 BRZ  | 4056 TEU  | Hanjin Heavy Industries, Busan           | in Dienst                                                               |
| 2000 | MSC Sandra                     | 43575 BRZ  | 4340 TEU  | Hanjin Heavy Industries, Busan           | in Dienst                                                               |
| 2001 | MSC Alyssa                     | 43575 BRZ  | 4340 TEU  | Hanjin Heavy Industries, Busan           | in Dienst                                                               |
| 2002 | MSC Laura                      | 75590 BRZ  | 6750 TEU  | Daewoo Shipbuilding, Okpo                | in Dienst                                                               |
| 2002 | MSC Luisa                      | 75590 BRZ  | 6750 TEU  | Daewoo Shipbuilding, Okpo                | in Dienst                                                               |
| 2003 | MSC Vanessa                    | 75590 BRZ  | 6750 TEU  | Daewoo Shipbuilding, Okpo                | in Dienst                                                               |
| 2003 | MSC Ludovica                   | 75590 BRZ  | 6750 TEU  | Daewoo Shipbuilding, Okpo                | in Dienst                                                               |
| 2003 | MSC Florentina                 | 75590 BRZ  | 6750 TEU  | Daewoo Shipbuilding, Okpo                | in Dienst                                                               |
| 2003 | MSC Maureen                    | 75590 BRZ  | 6750 TEU  | Daewoo Shipbuilding, Okpo                | in Dienst                                                               |
| 2002 | MSC Barbara                    | 73819 BRZ  | 6408 TEU  | Hyundai Heavy Industries, Ulsan          | in Dienst                                                               |
| 2002 | MSC Michaela                   | 73819 BRZ  | 6408 TEU  | Hyundai Heavy Industries, Ulsan          | in Dienst                                                               |
| 2002 | MSC Melissa                    | 73819 BRZ  | 6408 TEU  | Hyundai Heavy Industries, Ulsan          | in Dienst                                                               |
| 2002 | MSC Loretta                    | 73819 BRZ  | 6408 TEU  | Hyundai Heavy Industries, Ulsan          | in Dienst                                                               |
| 2003 | MSC Marina                     | 73819 BRZ  | 6408 TEU  | Hyundai Heavy Industries, Ulsan          | in Dienst                                                               |
| 2004 | MSC Stella                     | 73819 BRZ  | 6724 TEU  | Hyundai Samho, Ulsan                     | in Dienst                                                               |
| 2005 | MSC Pamela                     | 107849 BRZ | 9178 TEU  | Samsung Shipbuilding, Goeje              | in Dienst                                                               |
| 2005 | MSC Susanna                    | 107849 BRZ | 9178 TEU  | Samsung Shipbuilding, Goeje              | in Dienst                                                               |
| 2006 | MSC Deborah                    | 55150 BRZ  | 5100 TEU  | Hanjin Heavy Industries, Busan           | in Dienst                                                               |
| 2006 | MSC Benedetta                  | 55150 BRZ  | 5100 TEU  | Hanjin Heavy Industries, Busan           | in Dienst                                                               |
| 2006 | MSC Mara                       | 55150 BRZ  | 5100 TEU  | Hanjin Heavy Industries, Busan           | in Dienst                                                               |
| 2006 | MSC Olga                       | 55150 BRZ  | 5100 TEU  | Hanjin Heavy Industries, Busan           | in Dienst                                                               |
| 2006 | MSC Silvana                    | 94489 BRZ  | 8400 TEU  | Daewoo Shipbuilding, Okpo                | in Dienst                                                               |
| 2006 | MSC Tomoko                     | 94489 BRZ  | 8400 TEU  | Daewoo Shipbuilding, Okpo                | in Dienst                                                               |
| 2006 | MSC Heidi                      | 94489 BRZ  | 8400 TEU  | Daewoo Shipbuilding, Okpo                | in Dienst                                                               |
| 2006 | MSC Rania                      | 94489 BRZ  | 8400 TEU  | Daewoo Shipbuilding, Okpo                | in Dienst                                                               |
| 2006 | MSC Maria Elena (MSC Fiorenza) | 107849 BRZ | 9178 TEU  | Daewoo Shipbuilding, Okpo                | in Dienst; nicht ident mit MSC Elena (1994, second hand, ausser Dienst) |
| 2007 | MSC Sylvana                    | 107200 BRZ | 9580 TEU  | Daewoo Shipbuilding, Okpo                | in Dienst                                                               |
| 2007 | MSC Candice                    | 107200 BRZ | 9580 TEU  | Daewoo Shipbuilding, Okpo                | in Dienst                                                               |
| 2007 | MSC Pina                       | 107200 BRZ | 9580 TEU  | Daewoo Shipbuilding, Okpo                | in Dienst                                                               |
| 2007 | MSC Asya                       | 107200 BRZ | 9580 TEU  | Daewoo Shipbuilding, Okpo                | in Dienst                                                               |
| 2008 | MSC Emanuela                   | 107849 BRZ | 9580 TEU  | Daewoo Shipbuilding, Okpo                | in Dienst                                                               |
| 2008 | MSC Kalina                     | 107849 BRZ | 9580 TEU  | Daewoo Shipbuilding, Okpo                | in Dienst                                                               |
| 2008 | MSC Gaia                       | 107849 BRZ | 9580 TEU  | Daewoo Shipbuilding, Okpo                | in Dienst                                                               |
| 2008 | MSC Eva                        | 107849 BRZ | 9580 TEU  | Daewoo Shipbuilding, Okpo                | in Dienst                                                               |
| 2008 | MSC Soraya                     | 59054 BRZ  | 5762 TEU  | Daewoo Shipbuilding, Okpo                | in Dienst                                                               |
| 2008 | MSC Oriane                     | 59054 BRZ  | 5762 TEU  | Daewoo Shipbuilding, Okpo                | in Dienst                                                               |
| 2008 | MSC Krystal                    | 59054 BRZ  | 5762 TEU  | Daewoo Shipbuilding, Okpo                | in Dienst                                                               |
| 2009 | MSC Daniela                    | 107849 BRZ | 13000 TEU | Daewoo Shipbuilding, Okpo                | in Dienst                                                               |
| 2009 | MSC Beatrice                   | 107849 BRZ | 13000 TEU | Daewoo Shipbuilding, Okpo                | in Dienst                                                               |
| 2009 | MSC Bettina                    | 107849 BRZ | 13798 TEU | Daewoo Shipbuilding, Okpo                | in Dienst                                                               |
| 2009 | MSC Irene                      | 107849 BRZ | 14000 TEU | Daewoo Shipbuilding, Okpo                | in Dienst                                                               |
| 2015 | MSC Oscar                      | 193000 BRZ | 19224 TEU | Daewoo Shipbuilding, Okpo                | in Dienst                                                               |
| 2015 | MSC Oliver                     | 193000 BRZ | 19224 TEU | Daewoo Shipbuilding, Okpo                | in Dienst                                                               |
| 2015 | MSC Zoe                        | 193000 BRZ | 19224 TEU | Daewoo Shipbuilding, Okpo                | in Dienst                                                               |
| 2015 | MSC Lily                       | 92500 BRZ  | 8819 TEU  | New Times Shipbuilding, Jingjiang        | in Dienst                                                               |
| 2015 | MSC Elodie                     | 92500 BRZ  | 8819 TEU  | New Times Shipbuilding, Jingjiang        | in Dienst                                                               |
| 2015 | MSC Naomi                      | 92500 BRZ  | 8819 TEU  | New Times Shipbuilding, Jingjiang        | in Dienst                                                               |
| 2015 | MSC Julie                      | 92500 BRZ  | 8819 TEU  | New Times Shipbuilding, Jingjiang        | in Dienst                                                               |
| 2015 | MSC Anzu                       | 92500 BRZ  | 8819 TEU  | New Times Shipbuilding, Jingjiang        | in Dienst                                                               |
| 2016 | MSC Jade                       | 194308 BRZ | 19437 TEU | Daewoo Shipbuilding & Marine Engineering | in Dienst                                                               |
| 2019 | 2019                           | 232618 BRZ | 23500 TEU | Samsung Shipbuilding, Goeje              | in Dienst                                                               |
| 2019 | 2019                           | 232618 BRZ | 23500 TEU | Daewoo Shipbuilding & Marine Engineering | in Dienst                                                               |

## Verschrottung ausgedienter MSC-Schiffe
Von 2009 bis 2018 sollen laut Public Eye 80 ausgediente Schiffe der Mediterranean Shipping Company (MSC) an den Stränden von Indien und Bangladesch verschrottet worden sein, wo sie zum Teil die Küste verschmutzten und Arbeiter der Abwrackwerften gefährdeten. Dem entgegenstehend wurde MSC im Oktober 2018 beim Green Shipping Summit in Amsterdam als umweltfreundlichste Reederei des Jahres ausgezeichnet.